# Perilampella acaciaediscoloris
Perilampella acaciaediscoloris is een vliesvleugelig insect uit de familie Pteromalidae. De wetenschappelijke naam is voor het eerst geldig gepubliceerd in 1892 door Froggatt.